# Eurytoma chacoana
Eurytoma chacoana är en stekelart som beskrevs av Blanchard 1942. Eurytoma chacoana ingår i släktet Eurytoma och familjen kragglanssteklar. Inga underarter finns listade i Catalogue of Life.